# Bakerdania mirabilis
Bakerdania mirabilis är en spindeldjursart som först beskrevs av Sandór Mahunka 1969.  Bakerdania mirabilis ingår i släktet Bakerdania och familjen Pygmephoridae. Inga underarter finns listade.